# Variovorax guangxiensis
Variovorax guanxiensis es una bacteria gramnegativa del género Variovorax. Fue descrita en el año 2015. Su etimología hace referencia a la provincia de Guangxi, en China. Es aerobia y móvil por flagelo polar. Tiene un tamaño de 0,4-0,5 μm de ancho por 1,2-4,2 μm de largo. Forma colonias circulares, convexas y amarillentas en agar LB tras 3-4 días de incubación. Temperatura de crecimiento entre 20-35 °C, óptima de 30 °C. Catalasa y oxidasa positivas. Se ha aislado de la rizosfera en plantaciones de banana en Guangxi, China.